# Michael Esser
Michael Esser, né le 22 novembre 1987 à Castrop-Rauxel en Allemagne, est un footballeur allemand. Il évolue actuellement au VfL Bochum au poste de gardien de but.

## Biographie
Il joue 36 matchs en première division autrichienne et deux matchs en Ligue Europa avec l'équipe du Sturm Graz.
Il dispute ensuite 28 matchs en première division allemande avec le club du SV Darmstadt.